# Figuras de autoridade na luta livre profissional
Esta lista reúne figuras de autoridade - pessoas que detêm poder em televisão - em promoções de luta livre profissional ou programas na América do Norte. A indústria norte-americana de luta livre profissional retrata figuras de autoridade como responsável por marcar lutas, estabelecer regras e geralmente manter a lei e a ordem dentro e fora do ringue. O papel pode variar de acordo com a disposição. Uma figura de autoridade favorita dos fãs, como por exemplo Theodore Long, tende a dar o que os fãs querem e favorece companheiros mocinhos. Figuras de autoridade vilãs tendem a executar seus shows a partir seu próprio interesse, como Eric Bischoff.

## Figuras de autoridade na WWE
Desde a sua fundação em 1963 até 1997, a WWE tinha um presidente como uma figura de autoridade: o presidente tinha poder e controlava todos os lutadores. No entanto, em 1997, o Comissário substituiu o presidente, com Sgt. Slaughter servindo como o primeiro comissário da WWE. Durante a Attitude Era (1997-2002), não só o Comissário, mas também Vince McMahon (através de sua posição como presidente da WWE sob o seu personagem vilão "Mr. McMahon") tinha poder. McMahon normalmente usava-o a fim de prejudicar seu rival, Stone Cold Steve Austin. Quando Shawn Michaels serviu como comissário, ele poderia sobrepor McMahon, mas ele exerceu seu poder apenas esporadicamente, e estava trabalhando com um contrato "rígido" onde ele não poderia ser demitido. Quando Mick Foley adquiriu a posição, ele tomou pleno poder até que ele foi demitido do cargo.
Após a divisão da WWE em duas marcas separadas na extensão de marcas de 2002, os co-proprietários em televisão Vince McMahon e Ric Flair separaram os lutadores da WWE em dois planteis separados. Flair tomou posse do Raw, enquanto McMahon controlava o SmackDown. Após McMahon recuperar o controle de toda a empresa, ele removeu Flair do controle do Raw, renunciou a sua própria posição e designou gerentes gerais separados para controlar as marcas.
Em 18 de julho de 2011, Triple H informou a Vince McMahon que o Conselho de Administração (na história) tinha revogado seu "poder de operação dia-a-dia" e nomeou-o para gerenciá-lo em seu lugar. Depois disso, Triple H tornou-se COO da WWE e exercia poder em ambos Raw e SmackDown até que o Conselho retirou-lhe do cargo e nomeou John Laurinaitis como gerente geral provisório do Raw.

### Presidentes e comissários
- Willie Gilzenberg, Presidente da WWF (11 de janeiro de 1963 - 15 de novembro de 1978)
- Hisashi Shinma, Presidente da WWF (15 de novembro de 1978 - 29 de setembro de 1984)
- Jack Tunney, Presidente da WWF (29 de setembro de 1984 - 12 de julho de 1995)
- Gorilla Monsoon, Presidente da WWF (12 de julho de 1995 - 3 de agosto de 1997; Presidente interino de 12 de julho de 1995 a 31 de março de 1996)
- Roddy Piper, Presidente interino da WWF (3 de agosto de 1996 até 4 de agosto de 1997; substituiu Gorilla Monsoon enquanto ele estava lesionado)
- Sgt. Slaughter, Presidente da WWF (4 de agosto de 1997 - 23 de novembro de 1998)
- Shawn Michaels, Comissionário da WWF (23 de novembro de 1998 - 15 de maio de 2000)
- Mick Foley, Comissionário da WWF1 (26 de junho de 2000 - 18 de dezembro de 2000)
  - Debra, Tenente do comissionário da WWF (30 de outubro de 2000 - 5 de março de 2001)
- Mick Foley, Comissionário da WWF1 (11 de outubro de 2001 - 19 de novembro de 2001)
- William Regal, Comissionário da WWF  (8 de março de 2001 - 11 de outubro de 2001)

1 Enquanto Mick Foley foi Comissário em 2000, ele era a autoridade máxima na televisão, substituindo todos os outros.

### Oficiais corporativos
A partir de 1996, os papéis corporativos de Vince McMahon e sua esposa Linda foram gradualmente reconhecidos em programas da WWF e foram posteriormente incluídos em histórias. A lista a seguir dá o desenvolvimento dos oficiais corporativos, como retratado em histórias e não devem ser confundidos com os seus homólogos na estrutura real na WWE, Inc. e os seus antecessores.
- Vince McMahon, Titan Sports/WWF/WWE, Inc. Presidente do Conselho (desde 1980, reconhecido pela primeira vez em 1996)
- Linda McMahon, WWF, Inc. Chief Executive Officer (3 de abril de 1994 - 7 junho de 1999)1
- Stone Cold Steve Austin, Chief Executive Officer (7 de junho de 1999 - 27 de junho de 1999)2
- Vince McMahon, Chief Executive Officer (27 de Junho de 1999 - 16 de setembro de 2009)
- Linda McMahon, Chief Executive Officer (2 de setembro de 1999 - 16 de setembro de 2009)3
- Vince McMahon, Chief Executive Officer (16 de setembro de 2009 - presente)4
- Triple H, Chief Operating Officer (18 de julho de 2011 - presente)
  - Theodore Long, Assistant do COO (5 setembro - 10 outubro de 2011)5
  - Kane, diretor de operações (28 de outubro de 2013 - 15 de abril de 2014; 11 agosto - 25 outubro de 2015)

1 Na vida real, Linda McMahon atuou no conselho de administração para a empresa-mãe da WWF desde 1980; Vince McMahon a nomeou para o cargo de CEO em 1994, durante o escândalo de esteroides da WWF.
2 CEO apresentado (na história) por Linda McMahon; posteriormente perdeu sua posição de volta para Mr. McMahon em uma luta de escadas no King of the Ring.
3Linda McMahon ganhou o controle depois que seu marido Vince McMahon foi impedido de aparecer na televisão após o Fully Loaded.
4 Triple H retirou Vince McMahon de suas funções operativas e tornou-se Diretor de Operações (COO). Vince McMahon, porém, permaneceu presidente e, ocasionalmente, apareceu como tal nos programas da WWE.
5 Theodore Long anunciou que Triple H lhe tinha dado o poder de marcar lutas no Raw quando necessário. Isto terminou quando John Laurinaitis se tornouno gerente geral provisório do Raw.

### Autoridades doRaw

#### Fundador
- Vince McMahon

#### Proprietário
- Ric Flair  (18 de março de 2002 - 10 de junho de 2002)
- Vince McMahon (10 de junho de 2002 - 15 de junho de 2009), (22 de junho de 2009 - presente)
- Donald Trump (15 de junho de 2009 - 22 de junho de 2009)

#### Comissário
- Stephanie McMahon  (11 de julho de 2016 - presente)

#### Gerente Geral (GM)
- Eric Bischoff  (15 de julho de 2002 - 10 de fevereiro de 2003)1,  (10 de fevereiro de 2003 - 5 de dezembro de 2005), (6 de novembro de 2006)
  - Chief Morley – Chefe de Gabinete (25 de novembro de 2002 - 10 de fevereiro de 2003), (17 de Fevereiro de 2003 - 5 de maio de 2003)
  - Steve Austin – Xerife (29 de dezembro de 2003 - 17 de julho de 2004)
- Steve Austin (29 de abril de 2003 - 16 de novembro de 2003)2
- Mick Foley (1 dezembro de 2003 - 15 de dezembro de 2003)2
- Vince McMahon – Gerente Geral Interino (12 de dezembro de 2005 - 11 de junho de 2007)
  - Jonathan Coachman – Assistente Executivo (29 de maio de 2006 - 11 de junho de 2007)
- Jonathan Coachman – Gerente Geral Interino/em ação (11 de junho de 2007 - 6 de agosto de 2007), (3 de setembro de 2007 - 1 de outubro de 2007)
- William Regal (6 de agosto de 2007 - 19 de maio de 2008)
  - Jonathan Coachman – Assistente Executivo (6 de agosto de 2007 - 4 de janeiro de 2008)
- Mike Adamle (28 de Julho de 2008 - 3 de novembro de 2008)
- Shane McMahon (3 de novembro de 2008 - 24 de novembro de 2008)
- Stephanie McMahon (24 de Novembro de 2008 - 6 de abril de 2009)
- Vickie Guerrero (6 de abril de 2009 - 8 de junho de 2009)3
- Vickie Guerrero (10 de maio de 2010 - 24 de maio de 2010)
- Bret Hart  (24 de Maio de 2010 - 21 de junho de 2010)
- Gerente geral anônimo (Hornswoggle) (21 de junho de 2010 - 18 de julho de 2011)4
  - Michael Cole – O porta-voz do gerente geral anônimo (21 de Junho de 2010 - 18 de julho de 2011)
- Triple H (Contratado como COO em 18 de Julho de 2011; posição Dada posição como GM juntamente com o trabalho como COO) (25 de Julho de 2011 - 10 de outubro de 2011)
- John Laurinaitis (10 de outubro de 2011 - 17 de junho de 2012)5
  - David Otunga – Consultor jurídico (10 de outubro de 2011 - 17 de junho de 2012)
  - Theodore Long – Assistente do Gerente Geral (3 de Abril de 2012 - 17 de junho de 2012)
  - Eve Torres –  Administradora Executiva (23 de abril de 2012 - 17 de junho de 2012)
- AJ Lee (23 de julho de 2012 - 22 de outubro de 2012)[3]
- Vickie Guerrero – Supervisora de gerenciamento (22 de Outubro de 2012 - 8 de julho de 2013)6
  - Brad Maddox – Assistente da supervisora de gerenciamento (18 de fevereiro de 2013 - 8 de julho de 2013)
- Brad Maddox (8 de julho de 2013 - 26 de maio de 2014)
- Daniel Bryan Gerente Geral Provisório (24 de novembro de 2014)
- Gerente geral anônimo Gerente Geral Provisório  (1 de dezembro de 2014)7
- Shane McMahon (4 de abril de 2016 - 11 de julho de 2016)
- Stephanie McMahon (Maio de 2016 - 11 de julho de 2016)
- Mick Foley (18 de julho de 2016 - 20 de março de 2017)
- Kurt Angle (3 de abril de 2017 - presente)

Notas
1 Bischoff foi brevemente demitido do cargo de gerente geral em 10 de fevereiro de 2003. Ele seria recontratado por Vince McMahon mais tarde naquela noite.
2  Austin e Foley serviram como co-gerentes gerais com Bischoff durante seus respectivos mandatos em 2003.
3 Em 23 de fevereiro de 2009, o Conselho de Administração nomeou Vickie Guerrero o Gerente Geral Provisório quando Stephanie McMahon tomou uma licença de ausência. Ela se tornou GM permanente em 6 de abril de 2009.
4Em 18 de julho de 2011, quando Triple H tornou-se Vice-Presidente Executivo da WWE, o Gerente de Anônimo Geral não tinha aparecido e continuou dando ordens até o Hell in a Cell em 2 de outubro de 2011. No entanto, em 9 de julho de 2012, foi finalmente revelado que Hornswoggle era o Gerente Geral anônimo do Raw.
5 Em 10 de outubro de 2011, Vince McMahon voltou ao Raw e anunciou que Triple H foi demitido de suas funções pelo Conselho de Administração e que John Laurainatis foi nomeado Gerente Geral interino. Ele tornou-se Gerente Geral permanente em 1 de abril de 2012.
6Foi dado a Vickie Guerrero o cargo de Supervisora Administrativa, quando ela recuperou o controle do Raw em 22 de outubro de 2012. Foi demitida no dia 8 de julho de 2013 por Vince McMahon, Triple H e Stephanie McMahon, sendo substituída por Brad Maddox.
7 No final do Raw de 24 de novembro de 2014, foi anunciado que haveria um novo gerente geral para a próxima semana, que preferiu manter o anonimato.
8 Em 2016, Mr. McMahon deu a Shane McMahon controle temporário do Raw até o WWE Payback, quando ele anunciou que tanto Shane e Stephanie controlariam o programa.

### Autoridades doSmackDown

#### Fundador
- Vince McMahon

#### Proprietário
- Vince McMahon  (18 de março de 2002 - Presente)
  - Stacy Keibler – Assistente pessoal (11 de abril de 2002 - 12 de agosto de 2002)
  - Dawn Marie – Assistente jurídico (30 de maio de 2002 - 26 de setembro de 2002)

#### Comissário
- Shane McMahon (11 de julho de 2016 - presente)

#### Gerente Geral (GM)
- Stephanie McMahon (18 de julho de 2002 - 19 de outubro de 2003)
- Paul Heyman (23 de outubro de 2003 - 22 de março de 2004)
- Kurt Angle (25 de março de 2004 - 22 de julho de 2004)
- Theodore Long (29 de julho de 2004 - 21 de setembro de 2007)
  - Palmer Canon – Executivo da rede (25 de agosto de 2005 - 27 de abril de 2006)
  - Vickie Guerrero – Assistente de Gerente Geral (18 de maio de 2007 - 21 de setembro de 2007)
- Vickie Guerrero (28 de setembro de 2007 - 6 de abril de 2009) 
  - Theodore Long – Assistente de Gerente Geral (30 de novembro de 2007 - 16 de maio de 2008)
- Theodore Long (7 de Abril de 2009 - 1 de abril de 2012)
  - Vickie Guerrero – Consultora Oficial (20 de Novembro de 2009 - 25 de fevereiro de 2011)
  - Zack Ryder – Assistente do Gerente Geral (29 de julho de 2011 - 06 de janeiro de 2012)
  - Santino Marella – Assistente do Gerente Geral (6 de janeiro de 2012 - 1 de abril de 2012)
- John Laurinaitis (1 de abril de 2012 - 17 de junho de 2012)
  - David Otunga – Assessor Jurídico (1 de abril de 2012 - 17 de junho de 2012)
  - Theodore Long – Assistente do Gerente Geral (3 de abril de 2012 - 17 de junho de 2012)
  - Eve Torres – Administradora Executiva (23 de abril de 2012 - 17 de junho de 2012)
- Booker T (31 de julho de 2012 - 19 de julho de 2013)
  - Theodore Long – Conselheiro Sênior para o gerente geral (31 de Julho de 2012 - 19 de julho de 2013)
  - Eve Torres –  Assistente do Gerente Geral (17 agosto de 2012 - 14 de janeiro de 2013)
- Vickie Guerrero – (19 de julho de 2013 - 23 de junho de 2014)
- Daniel Bryan – (18 de julho de 2016 - 10 de abril de 2018)
- Paige (10 de abril de 2018 - presente)

### Figuras de autoridade do NXT

#### Fundador
- Vince McMahon (versão original)
- Triple H (divisão de desenvolvimento)

#### Chief Operating Officer
- Vince McMahon (23 de fevereiro de 2010 - 18 de julho de 2011)
- Triple H (18 de Julho de 2011 - Presente)

#### Proprietário
- Vince McMahon (23 de fevereiro de 2010 - Presente)

#### Anfitrião
- Matt Striker (23 de fevereiro de 2010 - 13 de junho de 2012)
  - Ashley Valence – Co-anfitriã (22 de junho de 2010 - 31 de agosto de 2010)
  - Maryse – Co-anfitriã (8 de março de 2011 - 24 de agosto de 2011)

#### Coordenador de lutas
- William Regal (29 fevereiro de 2012 - 13 de junho de 2012)

#### Gerente Geral (GM)
- Dusty Rhodes (atuando em um ponto sob o título de Comissário do NXT) (20 de junho de 2012 - 12 de setembro de 2013)
- John "Bradshaw" Layfield (12 de setembro de 2013 - 28 de agosto de 2014)
- William Regal (28 de agosto de 2014 - presente)

### Programas extintos

#### Autoridades doSaturday Morning Slam

##### Fundador
- Vince McMahon

##### Proprietário
- Vince McMahon (25 agosto de 2012 - 11 de maio de 2013)

##### Gerente Geral (GM)
- Mick Foley (16 de março de 2013 - 11 de maio de 2013)

#### Autoridades daECW

##### Fundador
- Vince McMahon (fundador da marca ECW)
- Paul Heyman (fundador da promoção ECW)

##### Proprietário
- Vince McMahon (7 de junho de 2006 - 16 de fevereiro de 2010)

##### Gerente Geral (GM)
- Paul Heyman (sob o título de Representante da ECW) (7 de junho de 2006 - 4 de dezembro de 2006)
- Armando Estrada (14 de agosto de 2007 - 3 de junho de 2008)
- Theodore Long (3 de Junho de 2008 - 7 de abril de 2009)
  - Tiffany – Assistente de Gerente Geral (10 de Junho de 2008 - 7 de abril de 2009)
- Tiffany (30 de junho de 2009 - 16 de fevereiro de 2010) 1

1 Em 7 de abril de 2009, o Conselho de Administração nomeou Tiffany gerente geral interina, quando Theodore Long anunciou seu retorno ao SmackDown como gerente geral depois da nomeação de Vickie Guerrero como gerente geral do Raw. Ela tornou-se gerente geral permanente no dia 30 de junho de 2009.

## Figuras de autoridade na TNA Wrestling

### Director de Autoridade
O Diretor de Autoridade operava como a figura de autoridade na televisão para a empresa
- Erik Watts (23 de julho de 2003 - 28 de janeiro de 2004)
- Don Callis (28 de Janeiro de 2004 - 4 de fevereiro de 2004)
- Jeff Jarrett (11 de fevereiro de 2004 - 18 de fevereiro de 2004)
- Vince Russo (18 de fevereiro de 2004 - 7 de novembro de 2004)
- Dusty Rhodes (7 de novembro de 2004 - 17 de junho de 2005)

### Comissão da NWA Championship
TNA Wrestling também manteve uma comissão para campeonato - criada em 2004 para ajudar o Diretor de Autoridade a marcar lutas e manter candidatos em ordem. Os membros do Comitê também serviam como jurados convidados para o TNA Impact! quando transmitido pela Fox Sports Net, como todos os combates tinham um limite de tempo e se o tempo passasse, um juiz tinha que fazer a chamada sobre quem tinha ganho. Em junho de 2005, a comissão foi descontinuada e apenas Larry Zbyszko fez aparições para a empresa.
A comissão consistia em:
- Dusty Rhodes (fundador, membro original, novembro de 2004 - Junho de 2005)
- Harley Race  (membro original, Novembro de 2004 - Junho de 2005)
- Terry Funk (membro original, Novembro de 2004 - Março de 2005)
  - Funk nunca apareceu em televisão na TNA
- Roddy Piper  (substituto para Funk, Março de 2005 - Junho de 2005)
- Larry Zbyszko (membro original, Novembro de 2004 - Junho de 2005)

### Diretor de Gestão
- Jim Cornette (16 de julho de 2006 - 21 de maio de 2009)
  - Matt Morgan – Guarda costas / Executor (9 de agosto de 2007 - 10 de abril de 2008)

### Presidente
- Jerry Jarrett (2002 –  2004)
- Jeff Jarrett (2004 – 2009)
- Dixie Carter (19 de abril de 2009 - 14 de outubro de 2010), (25 novembro de 2010 - 3 de março de 2011), (16 de outubro de 2011 - Presente) 1
  - Hulk Hogan – Parceiro de direção (4 de janeiro de 2010 - 14 de outubro de 2010)
  - Rockstar Spud – Chefe de Gabinete (22 de novembro de 2013 - 9 de março de 2014)
- Hulk Hogan – (14 de outubro de 2010 - 25 de novembro de 2010), (3 de março de 2011 - 16 de outubro de 2011)2
  - Mick Foley –  Consultor de rede (3 de maio de 2011 - 02 de junho de 2011)

1 Dixie Carter tem sido legitimamente Presidente da TNA desde 2003, após a Panda Energy International tornar-se acionista majoritário da TNA. No entanto, Jerry Jarrett continuou aparecer até 2003 como presidente e Jeff Jarrett foi reconhecido na tela a partir de 2004 até 2009, quando Dixie começou a ter o papel na tela.
2Hulk Hogan foi (na história) presidente de outubro de 2010 a outubro de 2011, depois de Carter ceder inconscientemente seu poder a ele em um contrato. Carter foi re-estabelecida como presidente na tela depois de Sting derrotar Hogan no Bound For Glory.

### Vice-Presidente
- Jeff Jarrett (2002 – 2003)

### Executivo em televisão
- Mick Foley (23 de outubro de 2008 - 4 de janeiro de 2010)
- Billy Corgan (2016 – Presente)

#### Gerente Geral (GM)
- Sting (20 de outubro de 2011 - 22 de março de 2012)
- Hulk Hogan (29 de março de 2012 - 3 de outubro de 2013)
- Bully Ray (15 de julho de 2015 - 5 de agosto de 2015)
- Jeff Jarrett (12 de agosto de 2015 - 16 de setembro de 2015)
- Ethan Carter III (8 de julho de 2015 - 31 de maio de 2016)

### Investidor da TNA
- MVP (30 de janeiro de 2014 - 26 de junho de 2014)1

1 MVP foi também o Diretor de Operações de wrestling, mas perdeu sua posição em 26 de junho de 2014. O enredo de investidores foi abandonado depois disso.

### Diretor de Operações de wrestling
- MVP (9 de março de 2014 - 26 de junho de 2014) 1
- Kurt Angle (26 de junho de 2014 - 7 de janeiro de 2015) 2

1 Como resultado de uma luta Lethal Lockdown no Lockdown, MVP, em parte, assumiu o controle da TNA como o (na história) Diretor de Operações de Wrestling.
2Como resultado de uma decisão tomada pelo conselho de administração da TNA, em 20 de junho de 2014 (exibido em 26 de junho de 2014), MVP foi destituído de seu título executivo, com Kurt Angle anunciado como substituto de MVP como o Diretor executivo de Operações de Wrestling.

#### Figuras de autoridade das knockouts
- Traci Brooks – Comissária das Knockouts (28 agosto de 2008 - Janeiro de 2009)
- Ms. Tessmacher – Gerente Geral (20 de setembro de 2010 - 14 de outubro de 2010)
- Karen Jarrett – Vice-Presidente Executiva (1 de Setembro de 2011 - 15 de dezembro de 2011)
  - Traci Brooks –  Assistente Executiva (1 de setembro de 2011 - 15 de dezembro de 2011))
- Brooke Hogan – Vice-Presidente das Knockouts  (31 de maio de 2012 - 16 de agosto de 2013)
- Maria Kanellis -  Líder das Knockouts (19 de abril de 2016 - Presente)
  - Allie - Aprendiz  (Maio de 2016 - Presente)
    - Sienna - Guarda costas / Executor (Maio de 2016 - Presente)

##### Comissário doXplosion
- Desmond Wolfe (16 de maio de 2011 - 16 de junho de 2011)

### Produtor Executivo
- Eric Bischoff (4 janeiro de 2010 - 16 de outubro de 2011)
  - Ms. Tessmacher – Assistente Executiva (28 abril de 2010 - 20 de setembro de 2010)

### Representante do Conselho de Administração da TNA
- Earl Sullivan Armstrong (26 de junho de 2014) 1

1Fez o anúncio no Impact Wrestling de 26 de junho de 2014 que MVP foi destituído de seu título como Diretor de Operações de Wrestling, então, mais tarde, anunciou Kurt Angle como substituto de MVP.

## Figuras de autoridade da Ring of Honor
- Rob Feinstein – Fundador
- Cary Silkin – Proprietário  (23 de fevereiro de 2002 - 21 de maio de 2011)
- Gabe Sapolsky – Chefe de Relações de Talentos (23 de fevereiro de 2002 - 26 de outubro de 2008)
- Jim Cornette – Comissário  (2 de outubro de 2005 - 4 de novembro de 2006)
- Ric Flair – Embaixador (5 de abril de 2009 - 30 maio de 2009)
- Jim Cornette – Produtor Executivo (26 de setembro de 2009 - 13 de outubro de 2012)
- Joe Koff – ROH Chief Operating Officer (21 de maio de 2011 - presente)
- Nigel McGuinness – Coordenador de lutas (3 de novembro de 2012 - presente)

## Figuras de autoridade da International Wrestling Association
- Savio Vega, Gerente Geral (2001–2006)
- Orlando Toledo, Gerente Geral (2006 – 2010)
- Joe Bravo, Gerente Geral (2010)

## Figuras de autoridade da World Championship Wrestling
Ted Turner comprou a Jim Crockett Promotions e lançou a World Championship Wrestling em 1988. A empresa passou por uma série de Vice-Presidentes e escritores, que vão desde aqueles com pouca experiência em wrestling aos envolvidos nos velhos métodos territoriais de promoção, até que Eric Bischoff assumiu o controle em 1994. Seu mandato viu a criação do WCW Monday Nitro, o início das Monday Night Wars e a formação da New World Order. Após a queda na audiência Bischoff foi deposto em 1999, e o ex-escritor da WWF Vince Russo foi contratado em uma tentativa de salvar a empresa. A WCW foi comprada pela WWF em março de 2001, no entanto, a empresa foi destaque na televisão da WWF como parte da invasão durante o restante do ano.

### Proprietário
- Ted Turner (11 de outubro de 1988 - 23 de março de 2001)
  - Harvey Schiller – Vice-Presidente da Turner Sports
- Shane McMahon  (23 de março de 2001 - 18 de novembro de 2001)1
- Vince McMahon (Novembro de 2001 - Presente)

1Shane McMahon comprou a WCW como parte da história da Invasão com os direitos de propriedade, na verdade, pertencendo ao presidente da WWE Vince McMahon.

### Vice-Presidente Executivo
- Jim Herd (1989 - 1992)
- Kip Allen Frey (1992)
- Bill Watts (1992 - 1993)
- Eric Bischoff (1994 - 1997)
- Bill Busch (1999 - 2001)

### Presidente
- Eric Bischoff (1997 - Setembro de 1999)
- Ric Flair (28 dezembro de 1998 - 19 de julho de 1999)1
  - Charles Robinson – Vice-Presidente
- Sting (19 de Julho de 1999 - Agosto 1999)2

1  Flair tornou-se presidente na televisão depois de derrotar Eric Bischoff em uma luta no Nitro.
2 Sting se tornou presidente na tela depois de derrotar Ric Flair em uma luta no Nitro, em seguida, várias semanas mais tarde, deu a posição para a WCW nomear um novo presidente.

### Comissário
- Nick Bockwinkel (27 de janeiro de 1994 - 18 de junho de 1995)
- J.J. Dillon (21 de abril de 1997 - 25 de outubro de 1999)
- Roddy Piper (8 de setembro de 1997 - 2000)
- Terry Funk (3 janeiro de 2000 - 16 de janeiro de 2000)
- Kevin Nash (16 de Janeiro de 2000 - 10 de abril de 2000)
  - Jeff Jarrett - Comissário Interino/em exercício (31 de janeiro de 2000 - 9 de fevereiro de 2000)
- Ernest Miller  (31 de maio de 2000 - 29 de outubro de 2000), (14 de janeiro de 2001 - 12 de fevereiro de 2001), (18 de fevereiro de 2001 - 26 de fevereiro de 2001)
- Mike Sanders  (29 de outubro de 2000 - 14 de janeiro de 2001)
- Lance Storm (12 de fevereiro de 2001 - 18 de fevereiro de 2001)
- William Regal  (15 de outubro de 2001 - 18 de novembro de 2001)1

1Regal serviu como Comissário da Alliance durante a história da Invasão.

### Os detentores do poder
- Vince Russo (5 de outubro de 1999 - 1 de janeiro de 2000)1
- Ed Ferrara1

1 Ao chegar na WCW, Russo e Ferrara foram introduzidos como "Os detentores do poder", uma misteriosa presença na tela que controlava a empresa.

### Líderes do New Blood
- Eric Bischoff (10 de abril de 2000 - 9 de julho de 2000) 1
- Vince Russo (10 de abril de 2000 - Outubro de 2000)

1 Bischoff voltou a WCW como uma figura de autoridade não especificada em 10 de abril de 2000, e ao lado de Vince Russo assumiu o controle da empresa como os líderes do grupo The New Blood.

## Figuras de autoridade na Extreme Championship Wrestling
- Tod Gordon – Proprietário  (1992 – 1996)
- Paul Heyman – Proprietário  (1996 – 2001)
  - Cyrus - Representante da The Network (1999 - 2001)
- Stephanie McMahon – Proprietário  (9 de julho de 2001 - 18 de novembro de 2001)1
- Vince McMahon – Proprietário  (18 de novembro de 2001 - presente)

1 Stephanie McMahon comprou a ECW como parte da história da Invasão com os direitos de propriedade, na verdade, pertencendo ao presidente da WWE Vince McMahon.

## Figuras de autoridade da Chikara

### Fundador
- Mike Quackenbush
- Reckless Youth

### Proprietário
- Mike Quackenbush (2002 - presente)

- The Titor Conglomerate (na história) (2010 - 2013)
- Robbie Ellis (na história) (2014 - Presente)

### Comissário
- Bob Saget (2006 - 2008)
- Dave Coulier (2008 - 2010)

### Director of Fun
- Leonard F. Chikarason (2005 - 2009)
- Dieter VonSteigerwalt (2009 - 2010)
- Wink Vavasseur (2010 - 2013)
- Mike Quackenbush (2014 - Presente)
  - Bryce Remsburg - Director of Fun em exercício/Interino (2016)

### Outras posições
- Cavalier Jones – Membro do Conselho de Administração da Chikara (2004)
- Wink Vavasseur – Auditor Executivo do Conselho de Administração (2010 - 2013)
- Jakob Hammermeier – King of Chikara (não oficial) (2016 - Presente)